# 뱅글스쿨
《뱅글스쿨》(영어: Bangle School)은 KBS와 픽토 스튜디오, SK 브로드밴드가 만든 애니메이션이다. 2017년 8월 9일에 특별 방영했으며, 2017년 12월 2일부터 2018년 6월 30일까지 매주 오후 2시 20분에 방송하였다.

## 방송 일시
| 방송 채널 | 방송일                                     | 방송 시간 |
| KBS 1TV   |                                            |           |
| --------- | ------------------------------------------ | --------- |
| KBS 1TV   | 2017년 8월 9일, 12월 2일 ~ 2018년 6월 30일 | 종료      |

## 등장인물

### 남학생
- 찰스

부자 귀족. 귀족으로 사는 게 너무 지루해, 서민이 되고픈 꽃미남. 롤리를 좋아한다.
- 조이

이 세상을 웃기고 싶은 개그 꿈나무. 롤리를 좋아한다.
- 얄리

음악을 좋아하고, 작곡가가 꿈이다. 루비를 좋아한다.
- 스무디

자기 자신을 좋아한다. 스무디 미러(거울)와 같이 학교를 나가는게 꿈이다.

### 여학생
- 롤리

부모님이 모두 돌아가셨고 하는 일마다 불운이 따른다. 찰스에게 호감을 가지고 있다.
- 주디[1]

어둠의 마녀가 꿈이고, 조이를 좋아한다.
- 욜라

요리사가 꿈인 말괄량이. 글라라와 친구고, 찰스를 좋아한다.
- 글라라

양치기 소녀인 늑대인간. 좋아하는 사람이 아무도 없는 유일한 학생이다.
- 루비

아역배우 출신이고, 인기가 많은 꽃미녀이고 성격은 좋지 않다. 찰스를 좋아한다.

### 선생님
- 펑클린

뱅글스쿨에 유일한 선생이자 교장. 뭔가 매우 수상하다.

### 그 외 조연들
- 집사

찰스의 집사로 늙었지만 이상하게도 팔팔하다.
- 캐치-고양이
- 가면새들

절대교칙을 어겨 펑클린에 수하가 된 선배들.
- 토토

주디에 애완동물이자 조수인 토끼이다.

## 방영 목록
| 회차       | 제목                                                                                            | 방송 일자        | 시청률 |
| ---------- | ----------------------------------------------------------------------------------------------- | ---------------- | ------ |
| 선행방영   | 괴상한 선생님운명의 이상형얄리는 천재 작곡가루비의 꿈롤리의 첫 소풍찰스의 곰인형붕붕이를 지켜라 | 2017년 8월 9일   | 0.6%   |
| 1화        | 초대 받은 아이들학교 가는 길수상한 아이들                                                       | 2017년 12월 2일  | 0.5%   |
| 2화        | 괴상한 선생님절대교칙절대벌칙                                                                   | 2017년 12월 9일  | 0.3%   |
| 3화        | 운명의 이상형우리의 꿈                                                                          | 2017년 12월 16일 | 0.7%   |
| 4화        | 욜라는 무서워글라라의 비밀얄리는 천재 작곡가                                                    | 2017년 12월 23일 | 0.6%   |
| 5화        | 쥬디와 마법서루비의 꿈롤리는 외로워                                                             | 2018년 1월 6일   | 0.7%   |
| 6화        | 롤리의 불운글라라의 꿈밸런타인데이 사건                                                         | 2018년 1월 13일  | 0.7%   |
| 7화        | 글라라의 우정쥬디와 마법 향수롤리의 첫 소풍                                                     | 2018년 1월 20일  | 0.3%   |
| 8화        | 욜라의 탈출 스무디의 꿈찰스의 곰인형                                                            | 2018년 1월 27일  | 0.5%   |
| 9화        | 쥬디의 마술쇼얄리의 꿈롤리의 두 마음                                                            | 2018년 2월 3일   | 0.3%   |
| 10화       | 가면새가 된 루비찰스의 속마음롤리의 분노                                                        | 2018년 2월 24일  | 0.4%   |
| 11화       | 루비만 바라봐글라라 찾기찰스의 옆자리                                                           | 2018년 3월 3일   | 0.6%   |
| 12화       | 욜라의 개스무디와 스무디 미러선생님의 탐지기                                                    | 2018년 3월 10일  | 0.6%   |
| 13화       | 공포의 달리기선생님의 생일선물찰스를 지켜라                                                     | 2018년 3월 24일  | 0.7%   |
| 14화       | 루비 VS 루비주디의 위기찰스의 후광                                                              | 2018년 3월 31일  | 0.5%   |
| 15화       | 주디는 스파이붕붕이를 지켜라늑대와 춤을                                                         | 2018년 4월 7일   | 0.4%   |
| 16화       | 선생님의 꿈찰스의 꿈                                                                            | 2018년 4월 14일  | 0.3%   |
| 17화       | 찰스와 롤리 이야기찰스의 노래롤리의 노래                                                        | 2018년 4월 21일  | 0.3%   |
| 18화       | 얄리의 행방불명그들의 사정선생님의 인형                                                         | 2018년 4월 28일  | 0.4%   |
| 19화       | 얄리와 얄리미러주디의 꿈찰스 VS 조이                                                            | 2018년 5월 12일  | 0.8%   |
| 20화       | 얄리의 누명주디의 고백편지조이의 노래: 두 눈에                                                  | 2018년 5월 19일  | 0.5%   |
| 21화       | 루비를 지운 얄리조이의 결심찰스의 미행: 내게 웃음을 주는 사람                                   | 2018년 5월 26일  | 0.6%   |
| 22화       | 글라라의 단짝들꼬마 마녀의 탄생주디의 분노                                                      | 2018년 6월 2일   | 0.2%   |
| 23화       | 글라라의 기억롤리의 질투거인 대 마녀                                                            | 2018년 6월 9일   | 0.5%   |
| 24화       | 스무디 미러 대 스무디 워터얄리의 불꽃 열정선생님의 고백                                         | 2018년 6월 16일  | 0.5%   |
| 25화       | 루비의 배 소리글라라의 위기롤리의 꿈                                                            | 2018년 6월 23일  | 0.4%   |
| 최종화(26) | 그들의 꿈선생님의 속마음수상한 전학생                                                           | 2018년 6월 30일  | 0.7%   |

## 목소리 출연
- 민승우: 찰스, 얄리
- 배진홍: 롤리, 욜라
- 조세령: 조이, 루비
- 권문정: 주디, 글라라
- 강수진: 스무디, 미러
- 신소윤: 펑클린

## 제작진
- 책임 프로듀서: 이경묵
- 총괄 프로듀서: 전유혁, 노진남
- 프로듀서/연출: 이순주
- 기획/감독: 태융
- 제작본부장: 송인욱
- 제작프로듀서: 박성익
- 프로젝트 매니저: 전은정
- 시나리오: 태융, 박현향, 박호영, 강민지, 김은경, 민다혜, 원장경
- 스토리보드/애니메틱: 박형근, 신현영, 강성인, 한상원, 김유강, 권아현
- 캐릭터 디자인: 태융, 김영민, 강성인, 한상원, 김효선
- 아트디렉터: 김상동
- 컨셉아트/배경디자인: 이소현, 구윤형, 이진아, 이다경, 조진솔
- 소품디자인/일러스트레이션: 손선은
- 테크니컬 슈퍼바이저: 김형주
- 모델링/매핑: 정예진, 이다경, 김동근, 이주환
- 리깅: 진태수, 김태균, 허욱준, 민경아
- 영상편집/이펙트: 양진형, 조나현
- 마스터링: 함종민, 서수미, 이명훈, 전혜수
- 마케팅: 이승희, 최은미
- 라이선싱: 이세라, 배꽃님
- 행정지원: 윤이나
- 음악감독/사운드 디자인: 이소영
- 오프닝/엔딩곡 작곡: 이소영
- 작사: 태융
- 편곡/믹싱/마스터링: 서정혁
- 노래: 이소영, 홍예지
- 브릿지 작곡: 김진영
- 녹음/마스터링: 박동주
- 협력업체: 픽토글로벌 차이나, SBA 미디어콘텐츠센터, 소동제작소, T.hands(티핸즈), (주)아트앤드테크놀러지, AK Music, 애니그마
- 홍보: 최승주
- 홈페이지제작: KBS미디어 (구경순, 박나윤)
- 편집감독: 유운모
- 문자그래픽: 황은서
- 제작투자: (주)센트럴투자파트너스
- 제작지원: SBA 서울애니메이션센터
- 공동제작: KBS, 픽토 스튜디오, SK 브로드밴드

## 결방 및 편성안내
- 2018년 2월 10일 ~ 17일: 2018년 평창 올림픽의 관계로 인해 결방했다.
- 2018년 3월 17일: 2018년 평창 패럴림픽의 관계로 인해 결방했다.
- 2018년 5월 5일: 2018 KBS 창작동요대회의 관계로 인해 결방했다.

## 관련 서적
- 대원씨아이(대원키즈)에서 만화책을 간행하고 있다. 2018년 4월 5일 기준으로 상·하 2권이 간행되었다. 3차원으로 제작된 애니메이션과 달리 만화책은 2차원이다. 그 외에도 스티커미니북으로도 간행했다.